# Феррара, Бернардо
Бернардо Феррара (итал. Bernardo Ferrara; 7 апреля 1810, Верчелли — 1 сентября 1882, Верчелли) — итальянский скрипач.
С ранних лет учился музыке у братьев своей матери, в 12-летнем возрасте поступил в Миланскую консерваторию в класс скрипки Алессандро Ролла, занимался также композицией под руководством Франческо Базили. Окончил консерваторию в 1829 году, годом раньше дебютировав как оперный дирижёр в своём родном городе. Некоторое время занимал пост концертмейстера в оркестре миланского театра Каркано, затем был концертмейстером вторых скрипок в театре Ла Скала. C 1835 г. концертмейстер Пармской оперы, где ему покровительствовала Мария-Луиза Австрийская. C 1833 г. ассистировал Ролла в Миланской консерватории, в 1840 г. получил в ней собственный класс скрипки и сосредоточился преимущественно на преподавательской работе. Опубликовал собственный курс скрипичной игры (итал. Lo Studio del Violino Elementare e Progressivo). Среди его учеников, в частности, Луиджи Ардити. В 1861 г., начав глохнуть, оставил преподавание, передал собранную им коллекцию музыкальных инструментов миланскому институту слепых. Последние годы жизни провёл в Верчелли.
Автор ряда скрипичных пьес, главным образом концертных вариаций на темы известных опер.